# Idan Golan
Idan Golan (in ebraico עידן גולן‎?; Ramat Yishai, 29 febbraio 1996) è un calciatore israeliano, attaccante dell'Hapoel Umm al-Fahm.

## Carriera
Ha giocato nella massima serie israeliana ed in quella rumena.